# Kpessis
Els kpessis són els membres d'un grup ètnic de la regió Central de Togo que parlen la llengua gbe kpessi. Els kpessis forman part del grup ètnic dels pobles mandés, el seu codi ètnic és NAB64f i el seu ID és 12830.
Segons l'ethnologue el 2002 hi havia 4.000 kpessis i segons el joshuaproject n'hi ha 5.050.

## Situació geogràfica i pobles veïns
El territori kpessi està situat als cantons de Kpessi i de Nyamassila, a la prefectura de Mono Oriental, a la regió dels Altiplans i al cantó de Langabou, al sud-est de la prefectura de Blitta, a la regió Central de Togo, al centre del país.
Els kpessis, al nord estan rodejats pels lames, els nawdmes, els kabiyès i els tems, al nord, sud i oest; també limiten amb els kabiyès i amb els ifès al l'est i amb els ginyangues al nord-oest.

## Llengua
Els kpessis parlen la llengua gbe occidental kpessi.

## Religió
La majoria dels kpessis (84%) creuen en religions africanes tradicionals i el 16% restant són cristians. D'aquests últims, el 45% són catòlics, el 30% són protestants i el 25% pertanyen a esglésies independents. El 6% dels kpessis cristians pertanyen al moviment evangèlic.